# Fotochemia
Fotochemia – dział chemii badający reakcje fotochemiczne, czyli zachodzące pod wpływem promieniowania elektromagnetycznego.
Promieniowanie elektromagnetyczne oddziałuje na układ reakcyjny na różne sposoby. W szczególności może ono prowadzić do:
- inicjowania reakcji chemicznych, które dalej mogą już zachodzić bez udziału tego promieniowania
- być główną siłą napędową tych reakcji
- hamować postęp reakcji
- zmieniać przebieg reakcji zarówno w pożądanym jak i niepożądanym kierunku.
- prowadzić do rozkładu naświetlanych związków chemicznych
- prowadzić do wewnętrznych przemian naświetlanych związków (np. do zmiany ich konformacji).

Podstawowe prawo fotochemii, znane jako prawo Grotthussa-Drapera, głosi, że promieniowanie elektromagnetyczne musi być absorbowane przez układ reakcyjny, aby mieć jakikolwiek efekt na przebieg reakcji – brak absorpcji to brak efektu.
Na przykład trawa jest zielona dlatego, że zawarte w jej liściach chlorofile absorbują cały zakres promieniowania świetlnego oprócz światła zielonego, które jest przez liście odbijane. Z prawa Grotthussa-Drapera wynika, że naświetlanie trawy światłem zielonym nie wywoła fotosyntezy, która zachodzi na skutek absorpcji światła przez chlorofil.
Drugie z podstawowych praw fotochemii, prawo Starka-Einsteina, głosi, że jeden foton promieniowania elektromagnetycznego może zostać zaabsorbowany tylko przez jedną cząsteczkę chemiczną. Prawo zaproponowane pierwotnie przez Alberta Einsteina, zwane jest też prawem ekwiwalentności wzbudzania. Na jeden zaabsorbowany foton może przypadać tylko jedna wzbudzona cząsteczka.
Fotochemia nie ogranicza się tylko do efektów powstających na skutek działania światłem, lecz obejmuje wszelkie interakcje promieniowania elektromagnetycznego z cząsteczkami chemicznymi w całym zakresie tego promieniowania.
Badania naukowe prowadzone w obrębie fotochemii znajdują szereg konkretnych zastosowań – od wyboru związków chemicznych stosowanych na błonach fotograficznych po poprawę wydajności upraw rolnych.